# 1136
1136 (MCXXXVI) je bilo prestopno leto, ki se je po julijanskem koledarju začelo na sredo.

## Dogodki

### Evropa

#### Britanija in Normandija
- 1. januar - Bitka pri Gowru, Wales: Valižani izkoristijo zmedo okoli nasledstva na angleškem dvoru. Upor je sprva zgolj lokalen, omejen na okupirano žepno kraljestvo Brycheiniog (grofija Brecknockshire), katerega kralj Hywel ap Maredudd porazi anglonormanske koloniste, ki so podcenjevali vojaško moč upornikov.↓
- → Bitka pri gradu Kidwelly: medtem ko je Gruffydd ap Rhys, kralj Deheubartha, iskal vojaško pomoč v severni valižanski kraljevini Gwynedd, Angleži premagajo vojsko njegove soproge in kraljice Gwenllian, ki jo po bitki obglavijo skupaj s sinovoma. Kljub porazu se upor Valižanov nato še bolj razširi.↓
- → Iowerth ab Owain, valižanski kronski dedič ukinjene kraljevine Gwent, iz zasede potolče kambronormanskega mejnega grofa Richarda de Clareja.
- 5. februar - Sporazum v Durhamu: mirovni sporazum med angleškim kraljem Štefanom in škotskim kraljem Davidom I.. Štefan v zameno za zavezništvo v boju proti kronski dedinji Matildi preda Cumbrijo.
- oktober - Bitka pri Crug Mawru, Wales: odločujoča zmaga valižanskih upornikov kraljevin Gwynedd in Deheubarth nad Kambronormani iz južnega Walesa. Bitka zaustavi angleško napredovanje v Walesu.
- 22. december: kronanje Štefana Bloiškega za angleškega kralja. Prisotna je zgolj peščica plemstva in prelatov, vendar dovolj, da je kronanje veljavno.

#### Ostalo po Evropi
- 28. maj - Ustanovitev Novgorojske republike. Ker naj bi se novgorojski knez Vsevolof Mstislavič izkazal z neodločenostjo in omahljivostjo, ga  ljudstvo dokončno izžene k stricu Jaropolku II. v Kijev.
- 7. julij - Papež Inocenc II. izda bulo Ex commisso nobis, ki zadeva razmejitev nadškofij med Nemčijo in Poljsko ter vsebuje prve zapise v poljščini.
- 6. november - Rimsko-nemški cesar Lotar III. prepove preprodajanje fevdov.
- 15. november - Umrlega avstrijskega mejnega grofa Leopolda III. nasledi njegov sin Leopold IV.
- 14. december - Umorjenega norveškega kralja Haralda IV. nasledi njegov 4 letni sin Sigurd II. in kot sokralja nič kaj starejša polbrata Inge in Eystein Haraldsson. Dejansko oblast prevzame dvorno plemstvo v storthingu.
- Nova nemška invazija na Italijo. Rimsko-nemški cesar Lotar III. začne na prigovarjanje papeža Inocenca II. in ob finančni podpori bizantinskega cesarja Ivana II. Komena z invazijo proti političnim apetitom siciljskega kralja Rogerja II. v južni Italiji.↓
- → Lombardsko in Italonormansko plemstvo se predaja med napredovanjem cesarske vojske proti jugu Italije. Roger II. se umakne na Sicilijo.↓
- → Edini resnejši konflikt med napredovanjem cesarske vojske proti jugu je obleganje Salerna, ki ga zaman brani Rogerjev kancler Robert iz Selbyja.
- Začetek prenove v požaru poškodovane bazilike Saint-Denis, Pariz. Prenovljena katedrala vsebuje prve oboke značilne za kasnejšo gotiko.
- Francoski učenjak Peter Abelard napiše samokritično delo »Zgodovina nesreč« (Historia Calamitatum), v katerem med drugim opiše vse pikantnosti razmerja s Heloizo.
- Prva omemba gradu Liechtenstein južno od Dunaja.
- Začetek gradnje cisterjanskega ženskega samostana Eberbach.

### Bližnji vzhod in Afrika
- Hamadidi zavrnejo genovsko floto.
- Umrlega velikega mojstra Templarjev Huga de Payensa nasledi Robert de Craon.

## Rojstva
- 29. junij - Petronila Aragonska, kraljica Aragonije in grofica Barcelone († 1173)
- Amalrik I., jeruzalemski kralj († 1174)
- Al-Džazari, arabski matematik, inženir, izumitelj († 1206)
- Fariduddin Attar, perzijski mistik, pesnik († 1221)
- Ly Anh Rong, vietnamski kralj († 1175)
- Marija I. Boulognjska, grofica Boulogneja († 1182)
- Neža Courtenayjska, edeška princesa, jeruzalemska kraljica († 1184)
- Vilijem iz Newburgha, angleški zgodovinar († 1198)

## Smrti
- 15. april - Richard Fitz Gilbert de Clare, anglonormanski mejni grof v Walesu
- 24. maj - Hugo de Payens, ustanovitelj meniškega vojaškega reda templarjev (* 1070)
- 14. avgust - Anzelm iz Pusterle, milanski nadškof
- 15. november - Leopold III., avstrijski mejni grof (* 1073)
- 21. november - William de Corbeil, canterburyjski nadškof (* 1070)
- 14. december - Harald IV., norveški kralj (* 1103)
- Abraham Hija, španski judovski astronom, matematik, astrolog in filozof  (* 1070)
- Gwenllian ferch Gruffydd, valižanska kraljica Deheubartha (* 1097)
- Jutta iz Sponheima, nemška opatinja (* 1091)
- Konrad II., luksemburški grof (* 1106)
- Zajin al-Din Gorgani, perzijski zdravnik (* 1040)